# Stormen Pia
 Denne artikel omhandler overvejende eller alene danske forhold. Hjælp gerne med at gøre artiklen mere almen.
 For alternative betydninger, se Pia. (Se også artikler, som begynder med Pia)
Stormen Pia var en storm, der ramte det nordlige Europa op til jul 2023, heriblandt Danmark, Storbritannien, Holland, Norge og Sverige.
Danmark blev ramt den 21. december 2023 fra 17-tiden og nogle timer frem.. Den forventedes primært at ramme landet i området mellem Hanstholm og Blåvandshuk, men muligvis også Jammerbugten, hvor den forventedes at have vindstød af orkanstyrke Der blev varslet forhøjet vandstand i forskellige dele af landet, heriblandt kysterne rundt om det vestlige, nordlige og nordøstlige Jylland, Storebælt, Østersøen og Roskilde Fjord. Vandstanden ventes at stige 130-160 cm.
23. december afgjorde Naturskaderådet, at stormen havde forårsaget stormflod i Nissum Fjord, Århusbugten, området omkring Odense Fjord og det nordlige Sjælland.
Stormen skyldes et vejrfænomen i Danmarksstrædet mellem Grønland og Island, der kan blive til en atmosfærisk bombe. Det sender et stormlavtryk ned over Skandinavien og Storbritannien. Sidstnævnte vurderede ikke, at uvejret var alvorligt nok til at skulle have et navn.

## Konsekvenser
På baggrund af stormvarslet havde Banedanmark bebudet nedskæringer i togtrafikken torsdag 21. december 2023. Også færgeruter ventedes aflyst, blandt andet Molslinjen og forbindelser til Bornholm, Samsø og Ærø. Storebæltsbroen ville lukke, hvis vindstyrken oversteg 25 m/s.
Beboerne i tre højhuse i Bellahøj med 86 husstande kunne risikere at blive evakueret i et døgns tid som følge af stormen.